# Верхний парк (Сестрорецк)
Ве́рхний парк — парк в городе Сестрорецке Курортного района Санкт-Петербурга. Один из трех парков в историческом районе Канонерка.

## Описание
Парк занимает квартал между Лесной улицей, улицей Андреева, улицей Максима Горького и Оранжерейной улицей.
Был разбит в конце XIX — начале XX века по проекту неустановленного автора. Название дано в ряду двух других парков Канонерки — Среднего и Нижнего.
Верхний парк является объектом культурного наследия регионального значения. Является зелёной зоной общего пользования.

## Природа Верхнего парка
В Верхнем парке много природы, есть обыкновенная белка, обыкновенный ёж,зайцы, пёстрые дятлы, скворцец обыкновенный, большая синица, муравьи, бабочка репейница, зорька.
Растительность в Верхнего парка восновном хвойная, но бывают и лиственные деревья. Есть земляника лесная, одуванчик лекарственный, сныть обыкновенная, мятлик, ветреница дубравная, ландыш майский, черничник, брусника, будра плющевидная, мох-сфагнум, малина, рябина обыкновенная, клён красный, сосна обыкновенная и много лишайников. Вокруг центральной дороги есть аллея из лиственниц.